# Cantó de Pairac
El cantó de Pairac és un cantó francès del departament de l'Òlt, situat al districte de Gordon. Té 9 municipis i el cap és Pairac.

## Municipis
- Calès
- Fajòlas
- La Mota de Fenelon
- Lopiac
- Masclat
- Nadalhac
- Pairac
- Relhaguet
- Lo Ròc

## Història
| Data d'elecció                           | Identitat       | Partit | Qualitat |
| ---------------------------------------- | --------------- | ------ | -------- |
| 1973-1998                                | Abel Mespoulet  | MRG    |          |
| 1998-                                    | Bernard Choulet | PRG    |          |
| les dades anteriors no són pas conegudes |                 |        |          |
|                                          |                 |        |          |

## Demografia
| 1962  | 1968  | 1975  | 1982  | 1990  | 1999  | 2006  |
| ----- | ----- | ----- | ----- | ----- | ----- | ----- |
| 2.007 | 2.144 | 2.019 | 2.049 | 2.208 | 2.461 | 2.486 |